# Llista de topònims de Tavèrnoles
Llista de topònims (noms propis de lloc) del municipi de Tavèrnoles, a Osona
Informació actualitzada per un bot. Els canvis manuals es perdran quan s'actualitzi!

## castell
| imatge | Nom                  | Ubicat a   | instància de | Detalls | coordenades                                                                         | Protecció                                            | Commons (més fotos)  | Dades a WD                    |
| ------ | -------------------- | ---------- | ------------ | ------- | ----------------------------------------------------------------------------------- | ---------------------------------------------------- | -------------------- | ----------------------------- |
|        | Roca del Purpirol    | Tavèrnoles | castell      |         | 41° 57′ 42″ N, 2° 19′ 30″ E / 41.961768°N,2.325023°E                                | bé d'interès cultural bé cultural d'interès nacional |                      | Modifica les dades a Wikidata |
|        | castell de Savassona | Tavèrnoles | castell      |         | 41° 57′ 23″ N, 2° 20′ 15″ E / 41.956322°N,2.337523°E ca:Savassona, castell 611 msnm | bé d'interès cultural bé cultural d'interès nacional | Castell de Savassona | Modifica les dades a Wikidata |

## església
| imatge | Nom                              | Ubicat a   | instància de | Detalls                                                                       | coordenades                                                                                        | Protecció                                  | Commons (més fotos)               | Dades a WD                    |
| ------ | -------------------------------- | ---------- | ------------ | ----------------------------------------------------------------------------- | -------------------------------------------------------------------------------------------------- | ------------------------------------------ | --------------------------------- | ----------------------------- |
|        | Sant Esteve de Tavèrnoles        | Tavèrnoles | església     | Estil: arquitectura romànica arquitectura barroca Anomenat per: Esteve màrtir | 41° 57′ 07″ N, 2° 19′ 36″ E / 41.952059°N,2.326707°E ca:Nucli urbà de Tavèrnoles. C/ de l'Església | bé integrant del patrimoni cultural català | Sant Esteve de Tavèrnoles         | Modifica les dades a Wikidata |
|        | Sant Feliu de Savassona          | Tavèrnoles | església     | Estil: arquitectura preromànica arquitectura romànica                         | 41° 57′ 34″ N, 2° 20′ 26″ E / 41.959417°N,2.340547°E                                               | bé integrant del patrimoni cultural català | Ermita de Sant Feliu de Savassona | Modifica les dades a Wikidata |
|        | Sant Pere de Savassona           | Tavèrnoles | església     | Estil: arquitectura romànica                                                  | 41° 57′ 24″ N, 2° 20′ 19″ E / 41.95664°N,2.338475°E ca:Savassona, castell                          | bé integrant del patrimoni cultural català | Sant Pere de Savassona            | Modifica les dades a Wikidata |
|        | Santa Margarida d'Ardola         | Tavèrnoles | església     | Estil: arquitectura romànica                                                  | 41° 57′ 47″ N, 2° 22′ 21″ E / 41.963082°N,2.372565°E                                               | bé integrant del patrimoni cultural català | Santa Margarida d'Ardola          | Modifica les dades a Wikidata |
|        | capella del castell de Savassona | Tavèrnoles | església     | Estil: arquitectura popular                                                   | 41° 57′ 22″ N, 2° 20′ 15″ E / 41.956218°N,2.337485°E ca:Savassona, castell                         | bé integrant del patrimoni cultural català |                                   | Modifica les dades a Wikidata |

## granja
| imatge | Nom                       | Ubicat a   | instància de | Detalls | coordenades                                                         | Protecció | Commons (més fotos) | Dades a WD                    |
| ------ | ------------------------- | ---------- | ------------ | ------- | ------------------------------------------------------------------- | --------- | ------------------- | ----------------------------- |
|        | Granges Tanyà             | Tavèrnoles | granja       |         | 41° 57′ 35″ N, 2° 17′ 53″ E / 41.9596906813431°N,2.29804590802196°E |           |                     | Modifica les dades a Wikidata |
|        | Granja de Santa Margarida | Tavèrnoles | granja       |         | 41° 57′ 43″ N, 2° 21′ 43″ E / 41.9620446373246°N,2.3618690407358°E  |           |                     | Modifica les dades a Wikidata |

## masia
| imatge | Nom                                | Ubicat a   | instància de | Detalls                                  | coordenades | Protecció                                  | Commons (més fotos)                | Dades a WD                    |
| ------ | ---------------------------------- | ---------- | ------------ | ---------------------------------------- | --- | ------------------------------------------ | ---------------------------------- | ----------------------------- |
|        | Belladona                          | Tavèrnoles | masia        |                                          | 41° 57′ 09″ N, 2° 21′ 13″ E / 41.9524971680244°N,2.35374755984568°E                                              |                                            |                                    | Modifica les dades a Wikidata |
|        | Benarigues                         | Tavèrnoles | masia        | 19th century                             | 41° 57′ 22″ N, 2° 19′ 42″ E / 41.956080854977°N,2.32846856130569°E ca:A llevant de la urbanització del Roquet    |                                            |                                    | Modifica les dades a Wikidata |
|        | Cal Tonyà                          | Tavèrnoles | masia        |                                          | 41° 57′ 27″ N, 2° 18′ 05″ E / 41.957431653761°N,2.30126834605726°E                                               |                                            |                                    | Modifica les dades a Wikidata |
|        | Can Costa                          | Tavèrnoles | masia        |                                          | 41° 58′ 09″ N, 2° 22′ 03″ E / 41.9690746142197°N,2.36761604540605°E                                              |                                            |                                    | Modifica les dades a Wikidata |
|        | Can Janot                          | Tavèrnoles | masia        | 18th century                             | 41° 57′ 09″ N, 2° 19′ 37″ E / 41.9525412011315°N,2.32692511478557°E ca:Nucli urbà de Tavèrnoles. C/ del Call, 3. |                                            |                                    | Modifica les dades a Wikidata |
|        | Can Llorenç                        | Tavèrnoles | masia        | Estil: arquitectura popular 19th century | 41° 57′ 15″ N, 2° 21′ 20″ E / 41.954200365174°N,2.35551612095545°E ca:La Costa Llarga                            |                                            |                                    | Modifica les dades a Wikidata |
|        | Can Malgoig                        | Tavèrnoles | masia        | Estil: arquitectura popular              | 41° 57′ 24″ N, 2° 18′ 16″ E / 41.956599°N,2.304561°E                                                             | bé integrant del patrimoni cultural català |                                    | Modifica les dades a Wikidata |
|        | Can Mon                            | Tavèrnoles | masia        | Estil: arquitectura popular              | 41° 57′ 25″ N, 2° 19′ 30″ E / 41.95693°N,2.324905°E                                                              | bé integrant del patrimoni cultural català |                                    | Modifica les dades a Wikidata |
|        | Can Pillet                         | Tavèrnoles | masia        | 19th century                             | 41° 57′ 15″ N, 2° 18′ 31″ E / 41.9542160841688°N,2.30867578607409°E ca:Pla del Banús                             |                                            |                                    | Modifica les dades a Wikidata |
|        | Can Riera                          | Tavèrnoles | masia        | 1930                                     | 41° 57′ 39″ N, 2° 17′ 53″ E / 41.9609430391154°N,2.29811663336906°E ca:Pla de Sant Francesc                      |                                            |                                    | Modifica les dades a Wikidata |
|        | Can Toni Xic                       | Tavèrnoles | masia        |                                          | 41° 57′ 32″ N, 2° 20′ 05″ E / 41.9588819129706°N,2.33465359163613°E                                              |                                            |                                    | Modifica les dades a Wikidata |
|        | Casadevall                         | Tavèrnoles | masia        | Estil: arquitectura popular              | 41° 57′ 16″ N, 2° 21′ 52″ E / 41.954412°N,2.364362°E ca:Pla de Brugueres                                         | bé integrant del patrimoni cultural català |                                    | Modifica les dades a Wikidata |
|        | Coromines                          | Tavèrnoles | masia        | Estil: arquitectura popular 19th century | 41° 57′ 49″ N, 2° 21′ 37″ E / 41.963597°N,2.360382°E ca:Pla de Coromines                                         | bé integrant del patrimoni cultural català |                                    | Modifica les dades a Wikidata |
|        | Corral d'Ardola                    | Tavèrnoles | masia        |                                          | 41° 58′ 07″ N, 2° 21′ 57″ E / 41.9685069795869°N,2.36594411079862°E                                              |                                            |                                    | Modifica les dades a Wikidata |
|        | Fussimanya                         | Tavèrnoles | masia        |                                          | 41° 58′ 36″ N, 2° 20′ 36″ E / 41.976707242297°N,2.3434633407059°E                                                |                                            |                                    | Modifica les dades a Wikidata |
|        | Horta Vila                         | Tavèrnoles | masia        |                                          | 41° 57′ 51″ N, 2° 17′ 44″ E / 41.964223805775°N,2.29555844033496°E                                               |                                            |                                    | Modifica les dades a Wikidata |
|        | Mas Torrents                       | Tavèrnoles | masia        | Estil: arquitectura popular              | 41° 56′ 59″ N, 2° 19′ 05″ E / 41.949626°N,2.318068°E ca:Baga de Torrents                                         | bé integrant del patrimoni cultural català |                                    | Modifica les dades a Wikidata |
|        | Masgrau                            | Tavèrnoles | masia        | Estil: arquitectura popular 18th century | 41° 56′ 43″ N, 2° 21′ 08″ E / 41.945235°N,2.352341°E ca:Savassona 741 msnm                                       | bé integrant del patrimoni cultural català | Masgrau (Tavèrnoles)               | Modifica les dades a Wikidata |
|        | Masoveria del castell de Savassona | Tavèrnoles | masia        | 18th century                             | 41° 57′ 23″ N, 2° 20′ 17″ E / 41.956461°N,2.337921°E ca:Savassona, castell                                       | bé integrant del patrimoni cultural català | Masoveria del castell de Savassona | Modifica les dades a Wikidata |
|        | Massans                            | Tavèrnoles | masia        | Estil: arquitectura popular              | 41° 57′ 18″ N, 2° 18′ 25″ E / 41.955072°N,2.307033°E                                                             | bé integrant del patrimoni cultural català |                                    | Modifica les dades a Wikidata |
|        | Passarella                         | Tavèrnoles | masia        |                                          | 41° 57′ 49″ N, 2° 20′ 15″ E / 41.9635826101772°N,2.33763369411509°E                                              |                                            |                                    | Modifica les dades a Wikidata |
|        | Roc del Llum                       | Tavèrnoles | masia        | Estil: arquitectura popular              | 41° 57′ 15″ N, 2° 20′ 05″ E / 41.954082°N,2.334631°E                                                             | bé integrant del patrimoni cultural català |                                    | Modifica les dades a Wikidata |
|        | Sabaters                           | Tavèrnoles | masia        | Estil: arquitectura popular 18th century | 41° 57′ 44″ N, 2° 21′ 52″ E / 41.962134°N,2.364488°E ca:Pla de Santa Margarida                                   | bé integrant del patrimoni cultural català |                                    | Modifica les dades a Wikidata |
|        | Savassona                          | Tavèrnoles | masia        |                                          | 41° 57′ 24″ N, 2° 20′ 19″ E / 41.9566352354408°N,2.3386347565819°E                                               |                                            |                                    | Modifica les dades a Wikidata |
|        | Serrabou                           | Tavèrnoles | masia        | Estil: arquitectura popular 18th century | 41° 57′ 24″ N, 2° 18′ 48″ E / 41.956758°N,2.313341°E ca:Ctra. Vic - Parador de Sau 524 msnm                      | bé integrant del patrimoni cultural català | Serrabou (Tavèrnoles)              | Modifica les dades a Wikidata |
|        | el Banús                           | Tavèrnoles | masia        | Estil: arquitectura popular 18th century | 41° 57′ 09″ N, 2° 18′ 56″ E / 41.952563°N,2.31556°E ca:Ctra. BV-5213, km 2,5 524 msnm                            | bé integrant del patrimoni cultural català | El Banús                           | Modifica les dades a Wikidata |
|        | el Compòsit                        | Tavèrnoles | masia        |                                          | 41° 56′ 46″ N, 2° 19′ 58″ E / 41.9460274753049°N,2.33277250425907°E                                              |                                            | El Compòsit                        | Modifica les dades a Wikidata |
|        | el Cós Nou                         | Tavèrnoles | masia        |                                          | 41° 57′ 41″ N, 2° 18′ 24″ E / 41.9613732054048°N,2.30665558430013°E                                              |                                            |                                    | Modifica les dades a Wikidata |
|        | el Cós Vell                        | Tavèrnoles | masia        |                                          | 41° 57′ 42″ N, 2° 18′ 31″ E / 41.961546740166°N,2.30854827963165°E                                               |                                            |                                    | Modifica les dades a Wikidata |
|        | el Cós de Dalt                     | Tavèrnoles | masia        |                                          | 41° 57′ 38″ N, 2° 18′ 40″ E / 41.9604988223675°N,2.31102131189266°E                                              |                                            |                                    | Modifica les dades a Wikidata |
|        | el Foquers                         | Tavèrnoles | masia        | Estil: arquitectura popular 18th century | 41° 56′ 55″ N, 2° 19′ 31″ E / 41.948656°N,2.325236°E ca:Ctra. BV-5213, km 2 a 1 km dreta 520 msnm                | bé integrant del patrimoni cultural català | El Foquers                         | Modifica les dades a Wikidata |
|        | el Pendís                          | Tavèrnoles | masia        | 20th century                             | 41° 57′ 35″ N, 2° 19′ 16″ E / 41.9597489387706°N,2.32121396371359°E                                              |                                            |                                    | Modifica les dades a Wikidata |
|        | el Puigsec Nou                     | Tavèrnoles | masia        |                                          | 41° 57′ 13″ N, 2° 18′ 18″ E / 41.9535370073246°N,2.30509956548623°E                                              |                                            |                                    | Modifica les dades a Wikidata |
|        | el Raurell                         | Tavèrnoles | masia        | Estil: arquitectura popular 18th century | 41° 57′ 56″ N, 2° 22′ 01″ E / 41.965502°N,2.367071°E                                                             | bé integrant del patrimoni cultural català |                                    | Modifica les dades a Wikidata |
|        | el Reguer                          | Tavèrnoles | masia        | Estil: arquitectura popular 17th century | 41° 57′ 45″ N, 2° 17′ 39″ E / 41.9625°N,2.29417°E ca:Pla de Sant Francesc                                        | bé integrant del patrimoni cultural català |                                    | Modifica les dades a Wikidata |
|        | el Roquet                          | Tavèrnoles | masia        | Estil: arquitectura popular 17th century | 41° 57′ 15″ N, 2° 19′ 19″ E / 41.954132°N,2.321993°E ca:Ctra. BV-5213 Vic - Parador de Sau                       | bé integrant del patrimoni cultural català | El Roquet                          | Modifica les dades a Wikidata |
|        | el Soler                           | Tavèrnoles | masia        | Estil: arquitectura popular 18th century | 41° 57′ 09″ N, 2° 20′ 34″ E / 41.952364°N,2.342838°E ca:Ctra. BV-5213, km 5 a la dreta 631 msnm                  | bé integrant del patrimoni cultural català | El Soler (Tavèrnoles)              | Modifica les dades a Wikidata |
|        | el Xuclà                           | Tavèrnoles | masia        | Estil: arquitectura popular              | 41° 57′ 07″ N, 2° 19′ 36″ E / 41.951852°N,2.326747°E                                                             | bé integrant del patrimoni cultural català | El Xuclà (Tavèrnoles)              | Modifica les dades a Wikidata |
|        | els Munts                          | Tavèrnoles | masia        |                                          | 41° 56′ 10″ N, 2° 22′ 07″ E / 41.9362148655504°N,2.36864041101419°E                                              |                                            |                                    | Modifica les dades a Wikidata |
|        | l'Aguilar                          | Tavèrnoles | masia        | Estil: arquitectura popular 18th century | 41° 56′ 49″ N, 2° 21′ 39″ E / 41.947037°N,2.360799°E ca:Savassona 760 msnm                                       | bé integrant del patrimoni cultural català | L'Aguilar (Tavèrnoles)             | Modifica les dades a Wikidata |
|        | la Bauma                           | Tavèrnoles | masia        |                                          | 41° 57′ 48″ N, 2° 19′ 07″ E / 41.963211°N,2.318574°E 475 msnm                                                    |                                            | La Bauma (Tavèrnoles)              | Modifica les dades a Wikidata |
|        | la Cadena                          | Tavèrnoles | masia        |                                          | 41° 57′ 40″ N, 2° 18′ 19″ E / 41.9610495312837°N,2.305259289635°E                                                |                                            |                                    | Modifica les dades a Wikidata |
|        | la Casa Nova del Pujol             | Tavèrnoles | masia        |                                          | 41° 57′ 36″ N, 2° 19′ 48″ E / 41.9599090348538°N,2.33006948902166°E                                              |                                            |                                    | Modifica les dades a Wikidata |
|        | la Casanova                        | Tavèrnoles | masia        | Estil: arquitectura popular 18th century | 41° 57′ 20″ N, 2° 19′ 34″ E / 41.955678°N,2.326034°E ca:Ctra. BV-5213, km 3,3 a 1.000 m dreta 509 msnm           | bé integrant del patrimoni cultural català | La Casanova (Tavèrnoles)           | Modifica les dades a Wikidata |
|        | la Casanova del Raurell            | Tavèrnoles | masia        | Estil: arquitectura popular              | 41° 58′ 08″ N, 2° 22′ 12″ E / 41.968767°N,2.370098°E                                                             | bé integrant del patrimoni cultural català |                                    | Modifica les dades a Wikidata |
|        | la Garriga                         | Tavèrnoles | masia        | Estil: arquitectura popular 18th century | 41° 58′ 15″ N, 2° 21′ 24″ E / 41.970743°N,2.356772°E                                                             | bé integrant del patrimoni cultural català |                                    | Modifica les dades a Wikidata |
|        | la Soleia                          | Tavèrnoles | masia        | 20th century                             | 41° 56′ 52″ N, 2° 21′ 11″ E / 41.9478543011687°N,2.35296198430817°E ca:Pla de Masgrau                            |                                            |                                    | Modifica les dades a Wikidata |
|        | la Teuleria del Reguer             | Tavèrnoles | masia        |                                          | 41° 57′ 17″ N, 2° 17′ 59″ E / 41.9547285478825°N,2.29960862174611°E                                              |                                            |                                    | Modifica les dades a Wikidata |
|        | les Cametes                        | Tavèrnoles | masia        | Estil: arquitectura popular              | 41° 57′ 56″ N, 2° 19′ 04″ E / 41.965653°N,2.317892°E                                                             | bé integrant del patrimoni cultural català |                                    | Modifica les dades a Wikidata |
|        | les Punxes                         | Tavèrnoles | masia        | Estil: arquitectura popular 18th century | 41° 56′ 49″ N, 2° 20′ 30″ E / 41.946943°N,2.341723°E ca:Pla de les Punxes 649 msnm                               | bé integrant del patrimoni cultural català | Les Punxes (Tavèrnoles)            | Modifica les dades a Wikidata |
|        | les Roviretes                      | Tavèrnoles | masia        | Estil: arquitectura popular              | 41° 57′ 20″ N, 2° 21′ 36″ E / 41.9555°N,2.359899°E                                                               | bé integrant del patrimoni cultural català |                                    | Modifica les dades a Wikidata |

## muntanya
| imatge | Nom                | Ubicat a                   | instància de | Detalls | coordenades                                                                                                | Protecció | Commons (més fotos) | Dades a WD                    |
| ------ | ------------------ | -------------------------- | ------------ | ------- | --- | --------- | ------------------- | ----------------------------- |
|        | Puig de la Creu    | Tavèrnoles                 | muntanya     |         | 41° 58′ 22″ N, 2° 21′ 19″ E / 41.97288056°N,2.35513889°E 697.2 msnm                                        |           |                     | Modifica les dades a Wikidata |
|        | Puig del Far       | Tavèrnoles                 | muntanya     |         | 41° 57′ 35″ N, 2° 22′ 34″ E / 41.959633°N,2.376163°E ca:A llevant del pla de Santa Margarida 832 msnm      |           | Puig del Far        | Modifica les dades a Wikidata |
|        | Roca del Migdia    | Tavèrnoles Vilanova de Sau | muntanya     |         | 41° 57′ 39″ N, 2° 22′ 58″ E / 41.9609°N,2.38286°E 766.5 msnm                                               |           |                     | Modifica les dades a Wikidata |
|        | Serrat del Castell | Tavèrnoles                 | muntanya     |         | 41° 56′ 57″ N, 2° 20′ 15″ E / 41.94923889°N,2.33758611°E 681.3 msnm                                        |           |                     | Modifica les dades a Wikidata |
|        | Turó de l'Aguilar  | Tavèrnoles                 | muntanya     |         | 41° 56′ 48″ N, 2° 21′ 54″ E / 41.94665°N,2.36496944°E 823.7 msnm                                           |           |                     | Modifica les dades a Wikidata |
|        | els Munts          | Tavèrnoles                 | muntanya     |         | 41° 56′ 11″ N, 2° 22′ 05″ E / 41.93635833°N,2.36796139°E ca:Extrem sud-est del terme municipal. 859.8 msnm |           |                     | Modifica les dades a Wikidata |

## pont
| imatge | Nom                         | Ubicat a   | instància de | Detalls          | coordenades                                                                                   | Protecció | Commons (més fotos) | Dades a WD                    |
| ------ | --------------------------- | ---------- | ------------ | ---------------- | --------------------------------------------------------------------------------------------- | --------- | ------------------- | ----------------------------- |
|        | Pont de la font del Castell | Tavèrnoles | pont font    | Estat: bon estat | 41° 57′ 17″ N, 2° 20′ 30″ E / 41.95479°N,2.34159°E ca:Savassona, torrent del Castell 582 msnm |           |                     | Modifica les dades a Wikidata |
|        | Pont de la font del Roquet  | Tavèrnoles | pont         | Estat: bon estat | 41° 57′ 15″ N, 2° 19′ 26″ E / 41.95413°N,2.32398°E ca:Can Roquet 503 msnm                     |           |                     | Modifica les dades a Wikidata |

## Misc
| imatge | Nom                                     | Ubicat a                                  | instància de                                                                   | Detalls                                                               | coordenades                                                                                             | Protecció                                            | Commons (més fotos)                     | Dades a WD                    |
| ------ | --------------------------------------- | ----------------------------------------- | ------------------------------------------------------------------------------ | --------------------------------------------------------------------- | --- | ---------------------------------------------------- | --------------------------------------- | ----------------------------- |
|        | Balma de la Baronessa                   | Tavèrnoles                                | abric rocós                                                                    |                                                                       | 41° 57′ 13″ N, 2° 20′ 09″ E / 41.953602°N,2.335838°E ca:Savassona 632 msnm                              |                                                      | Balma de la Baronessa                   | Modifica les dades a Wikidata |
|        | Casal de Vilamuntà                      | Tavèrnoles                                | casa forta                                                                     | Estat: enderrocat o destruït                                          | 41° 57′ 10″ N, 2° 21′ 57″ E / 41.952831°N,2.36579°E 782 msnm                                            | bé d'interès cultural bé cultural d'interès nacional |                                         | Modifica les dades a Wikidata |
|        | Molí del Reguer                         | Tavèrnoles                                | molí d'aigua                                                                   |                                                                       | 41° 57′ 24″ N, 2° 17′ 56″ E / 41.9565699298722°N,2.29879207553176°E ca:Pla de sant Francesc 474 msnm    |                                                      |                                         | Modifica les dades a Wikidata |
|        | Pedra del Sacrifici                     | Tavèrnoles                                | jaciment arqueològic                                                           |                                                                       | 41° 57′ 32″ N, 2° 20′ 30″ E / 41.959°N,2.341619°E                                                       | bé integrant del patrimoni cultural català           |                                         | Modifica les dades a Wikidata |
|        | Pedronet de la Mare de Déu dels Cingles | Tavèrnoles Vilanova de Sau                | oratori                                                                        | Estil: arquitectura popular                                           | 41° 56′ 02″ N, 2° 22′ 09″ E / 41.933935°N,2.369228°E                                                    | bé integrant del patrimoni cultural català           | Pedronet de la Mare de Déu dels Cingles | Modifica les dades a Wikidata |
|        | Savassona                               | Tavèrnoles                                | vèrtex geodèsic                                                                | Alt: 1.2m                                                             | 41° 56′ 11″ N, 2° 22′ 05″ E / 41.936382°N,2.367946°E 862.294 msnm                                       |                                                      |                                         | Modifica les dades a Wikidata |
|        | Savassona                               | Tavèrnoles                                | ens local històric de Catalunya                                                |                                                                       | 41° 57′ 24″ N, 2° 20′ 19″ E / 41.9566352354408°N,2.3386347565819°E                                      |                                                      |                                         | Modifica les dades a Wikidata |
|        | Tavèrnoles                              | Tavèrnoles                                | entitat singular de població capital municipal ens local històric de Catalunya | 341 hab                                                               | 41° 57′ 10″ N, 2° 19′ 33″ E / 41.95269289°N,2.32590519°E 522 msnm                                       |                                                      |                                         | Modifica les dades a Wikidata |
|        | Ter                                     | Ripollès Osona Selva Gironès Baix Empordà | curs d'aigua riu principal                                                     | Desemboca: mar Mediterrània Llarg: 208km Conca: 3010km²               | 42° 25′ 40″ N, 2° 15′ 24″ E / 42.427778°N,2.256667°E 42° 01′ 24″ N, 3° 11′ 31″ E / 42.02347°N,3.19187°E |                                                      | Ter River                               | Modifica les dades a Wikidata |
|        | alzina de Masgrau                       | Tavèrnoles                                | arbre singular                                                                 | Taxon: alzina (Quercus ilex) Ample: 20.5m Alt: 17.3m Perímetre: 4.63m | 41° 56′ 44″ N, 2° 21′ 09″ E / 41.94565°N,2.35244°E ca:Masgrau 740 msnm                                  | arbre monumental                                     | Alzina de Masgrau                       | Modifica les dades a Wikidata |
|        | casa consistorial de Tavèrnoles         | Tavèrnoles                                | casa consistorial                                                              |                                                                       | 41° 57′ 08″ N, 2° 19′ 35″ E / 41.952203°N,2.3264119°E                                                   |                                                      |                                         | Modifica les dades a Wikidata |
|        | creu de Ventallola                      | Tavèrnoles                                | edifici històric creu monumental                                               |                                                                       | 41° 57′ 54″ N, 2° 21′ 05″ E / 41.9648857165375°N,2.35132945291123°E                                     |                                                      |                                         | Modifica les dades a Wikidata |